# Alexis de Tocqueville
(Alexis de Tocqueville, Epistolario, da una lettera a Joseph Arthur de Gobineau)
Il visconte Alexis Henri Charles de Clérel de Tocqueville (Parigi, 29 luglio 1805 – Cannes, 16 aprile 1859) è stato un filosofo, politico e giurista francese precursore della sociologia politica.
Il francese Raymond Aron, storico della sociologia, ha messo in evidenza il suo contributo alla sociologia, tanto da poterlo considerare uno dei primi osservatori non partecipanti della società.
È considerato uno degli storici e studiosi più importanti del pensiero liberale classico e conservatore, sostenitore e valorizzatore della giovane democrazia rappresentativa ma al contempo precoce critico delle sue inefficienze e degenerazioni.

## Biografia

### Origini familiari
Nato a Parigi, Alexis de Tocqueville apparteneva a una famiglia aristocratica di fede monarchica e legittimista, sostenitrice cioè del diritto dei Borbone a regnare in Francia. La caduta di Robespierre nell'anno II (1794) evitò in extremis la ghigliottina ai suoi genitori, arrestati nel 1793 durante il Terrore rivoluzionario. Suo padre era di origine normanna e la madre era nipote del celebre giurista Guillaume-Chrétien de Lamoignon de Malesherbes, avvocato difensore di Luigi XVI nel processo davanti alla Convenzione nazionale, in quanto Antoinette-Thérèse-Marguerite, figlia di Malesherbes e nonna di Tocqueville, aveva sposato Louis de Peletier de Rosanbo, mentre una delle loro figlie sposò il fratello di Chateaubriand, Jean-Baptiste (quindi zio di Alexis) ed un'altra fu la madre di Tocqueville. Come lo stesso sovrano, Malesherbes finì ghigliottinato, assieme a quasi tutta la famiglia (la figlia, il genero e un nipote; solo le due nipoti, cioè la madre e la zia di Tocqueville si salvarono) con l'accusa di "cospirare assieme agli emigrati".

### Formazione
Tocqueville trascorse l'infanzia a Parigi, soggiornando durante l'estate al castello di Verneuil-sur-Seine. Dal 1820, le letture di Montesquieu, Voltaire, Rousseau e Buffon, provenienti dalla biblioteca paterna, lo portarono ad allontanarsi dai valori in cui era cresciuto e a focalizzare la sua analisi sul tramonto dell'aristocrazia e sull'avvento della democrazia liberale, senza che in lui venga mai meno la critica per gli eccessi di violenza perpetrati dai rivoluzionari.
Tra il 1820 e il 1823 studiò a Metz, dove il padre era Prefetto della Mosella, e nel 1826 ottenne la laurea in legge a Parigi. Compì in seguito un viaggio in Italia, giungendo fino in Sicilia. Nel 1827 ottenne la nomina a giudice uditore a Versailles, dove il padre era prefetto.

### Viaggio negli Stati Uniti d'America
La rivoluzione del 1830 che depone Carlo X (dopo la tentata doppia abdicazione del sovrano) e la linea primogenita dei Borboni, portando sul trono il cugino del re, Luigi Filippo d'Orléans, scatena in lui una forte crisi spirituale e politica, in quanto è combattuto tra la fedeltà al re precedente, in linea con gli ideali familiari, e il desiderio di appoggiare il nuovo monarca che appare in linea con le sue idee liberali. Alla fine presta comunque giuramento al nuovo regime.
Nell'aprile 1831 viene inviato negli Stati Uniti d'America assieme all'amico Gustave de Beaumont, rimanendovi fino al marzo dell'anno successivo. La motivazione ufficiale è lo studio del sistema penitenziario statunitense (essendo Tocqueville un magistrato, voleva trovare rimedi per migliorare il sistema penitenziario francese, in crisi e del tutto inadeguato alle esigenze del paese); in realtà, è probabile che la decisione della partenza sia stata presa anche sulla scia della suddetta crisi, che avrebbe spinto Tocqueville ad allontanarsi dalla Francia per poterne osservare la situazione politica dall'esterno.
Tuttavia, nel corso della sua permanenza negli Stati Uniti, non è solo l'organizzazione del sistema penitenziario a colpire l'attenzione di Tocqueville: è in particolare lo straordinario livellamento sociale statunitense, vale a dire l'assenza di privilegi di nascita e di ceti chiusi, e la possibilità per tutti di partire dallo stesso livello nella competizione sociale. È proprio dall'osservazione di questa realtà statunitense che prende vita il suo studio che sfocerà nella sua opera più importante, La democrazia in America, pubblicata in due parti, nel 1835 e nel 1840 dopo il suo ritorno in Francia. Quest'opera è una base essenziale per comprendere gli Stati Uniti d'America, in particolare nel XIX secolo.
Nell'opera La democrazia in America Tocqueville, contro molte teorie affermò che la rivoluzione francese e quella americana non hanno aspetti in comune in quanto da quella francese scaturiscono violenza e terrore, mentre da quella americana libertà.

### Ritorno in Francia, nuovi viaggi in Europa e politica
Intraprende tra il 1833 e il 1835 due viaggi in Inghilterra, e nel 1835 sposa l'inglese Mary Mottley, conosciuta a Versailles prima della rivoluzione del 1830. L'anno seguente è la volta di un soggiorno svizzero, mentre nel 1837 si candida alle elezioni legislative per l'Arrondissement di Valognes, nel dipartimento della Manica, ma non viene eletto.
Avrà miglior fortuna due anni più tardi, diventando deputato nel medesimo Arrondissement e incentrando l'attività parlamentare su tre questioni principali: l'abolizione della schiavitù nelle colonie, la riforma delle prigioni e il coinvolgimento francese in Algeria, dove si recherà due volte (1841, 1846).
Ottiene importanti riconoscimenti per la propria opera intellettuale e sociale, entrando nel 1838 all'Accademia delle Scienze morali e politiche e tre anni dopo all'Académie française.

### Rivoluzione del 1848 e Napoleone III
Nel 1848 scoppiano nuovi tumulti e Luigi Filippo abdica a favore del nipote, ma è costretto a fuggire con la famiglia e in Francia viene proclamata la Seconda Repubblica. Tocqueville si oppone alla deriva radicale e socialista della rivoluzione francese del 1848, spaventato dal possibile ritorno del Terrore rivoluzionario e dal paventato emergere di un "uomo forte", cosa che accadrà qualche tempo dopo con Napoleone III. Alle elezioni presidenziali del 10 dicembre 1848 Tocqueville dichiara di votare per il generale Cavaignac. Nel 1849 è eletto deputato nel villaggio normanno di cui egli porta il nome e di cui parla nelle sue memorie. Dal 3 giugno al 29 ottobre 1849 ricopre la carica di ministro degli Esteri nel governo di Odilon Barrot.
Avvicinatosi alla corrente dei cattolici liberali, cerca di evitare l'intervento francese contro la Repubblica Romana del 1849, e la seguente restaurazione reazionaria di Pio IX; nella sua veste di Ministro degli esteri, tenta di dissuadere Luigi Napoleone dall'intervento armato, già in corso, ma invano, come vano sarà il tentativo di conciliazione tra il Pontefice e i liberali romani.
Tocqueville però si accorge quasi subito delle intenzioni del Presidente: diviene così critico verso il crescente autoritarismo ed è costretto alle dimissioni, fino a precipitare nello sconforto quando Bonaparte abbatte la Seconda Repubblica francese per restaurare l'impero napoleonico, divenendo Napoleone III. Già due anni prima, aveva commentato: «il corvo cerca di imitare l'aquila», intendendo che il nipote voleva imitare lo zio. A causa delle sue critiche, Napoleone III lo fa arrestare brevemente nella fortezza di Vincennes, ma viene presto liberato e si ritira a vita privata, continuando i suoi studi.
Stabilitosi a Cannes nel 1858, per curare, grazie al clima mite, la tubercolosi di cui soffre, vi muore a 53 anni nell'aprile 1859.
La salma viene inumata presso il villaggio che porta il suo nome.

## Democrazia

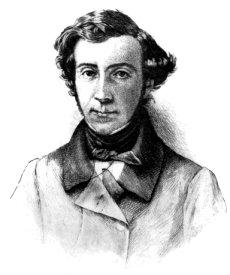
Stampa rappresentante Tocqueville

Durante il suo soggiorno negli Stati Uniti, Tocqueville si interroga sulle basi della democrazia. Contrariamente a Guizot, che vede la storia della Francia come una lunga emancipazione delle classi medie, egli pensa che la tendenza generale e inevitabile dei popoli sia la democrazia. Secondo lui, questa non deve soltanto essere intesa nel suo senso etimologico e politico (potere del popolo) ma anche e soprattutto in un senso sociale; corrisponde a un processo storico che permette l'eguaglianza delle condizioni che si traduce con:
- L'instaurazione di un'uguaglianza di diritto.

Tutti i cittadini sono assoggettati alle stesse norme giuridiche, mentre sotto l'Ancien Régime, la nobiltà ed il clero beneficiavano di una legislazione specifica (i nobili ad esempio erano esenti dal pagamento delle imposte).
- Una mobilità sociale potenziale,

mentre la società di ordini dell'Ancien régime implicava un'eredità sociale quasi totale. Ad esempio, i capi militari erano necessariamente derivati dalla nobiltà.
- Una forte aspirazione degli individui all'uguaglianza.

Tuttavia, l'uguaglianza delle condizioni data dalla mobilità sociale non implica la scomparsa di fatto delle diverse forme di disuguaglianze di natura economica o sociali.
Secondo Tocqueville, il principio democratico comporta negli individui «un tipo d'uguaglianza immaginaria nonostante la disuguaglianza reale della loro condizione». La tendenza all'uguaglianza delle condizioni che considera inevitabile presenta ai suoi occhi un pericolo. Constata che questo processo si accompagna a un aumento dell'individualismo («piega su di sé»)  contribuendo da un lato a indebolire la coesione sociale e dall'altro inducendo l'individuo a sottoporsi alla volontà della maggioranza.
A partire da questa constatazione, Tocqueville si chiede se questo progresso dell'uguaglianza è compatibile con l'altro principio fondamentale della democrazia: l'esercizio della libertà, cioè la capacità di resistenza dell'individuo al potere politico. Uguaglianza e libertà sembrano in realtà opporsi poiché l'individuo tende sempre più a delegare il suo potere sovrano a un'autorità dispotica e quindi più non ad utilizzare la sua libertà politica: «l'individualismo è una sensazione ragionata che porta ogni cittadino ad isolarsi dalla massa dei suoi simili in modo che, dopo essersi creato una piccola società al suo impiego, abbandoni volentieri la grande società». Secondo Tocqueville, una delle soluzioni per superare questo paradosso, pur rispettando questi due principi fondatori della democrazia, risiede nel restauro dei corpi istituzionali intermedi che occupavano un posto centrale nell'ancien régime (associazioni politiche e civili, corporazioni, ecc.). Solo queste istanze che incitano a un rafforzamento dei legami sociali, possono permettere che l'individuo isolato deleghi al potere di Stato l'espressione della sua libertà, e così resistere a ciò che Tocqueville chiama «l'impero morale della maggioranza».
Secondo Tocqueville la società democratica è destinata a trionfare perché è quella che può portare felicità al maggior numero di individui: questa società ugualitaria deve essere governata da leggi certe che verranno sposate dal popolo in virtù del fatto che esso partecipa alla stesura delle stesse attraverso i propri rappresentanti.
Questo non implica un livellamento delle condizioni di vita, ma un pareggiarsi delle condizioni di partenza: la società statunitense è ugualitaria perché permette a tutti di potersi realizzare, senza sbarramenti di censo. È una società che premia il progresso individuale.
Negli Stati Uniti vi è la certezza della sovranità popolare perché tutti partecipano alla gestione della cosa pubblica (suffragio universale maschile).
Si viene a evidenziare, però, anche un risvolto negativo: con il suffragio allargato si cade nel dispotismo della maggioranza, ovvero lo spazio per chi dissente è limitato; si ha così una società massificata e conformista ma allo stesso tempo atomista.
Si delinea come conformista perché, se la maggioranza sceglie una cosa, la minoranza deve adeguarsi senza discutere; allo stesso tempo ciascun individuo, delegato il potere, non partecipa più all'attività politica.
Nell'ancien régime vi sono corpi intermedi (corporazioni, ordini professionali) che mediano tra lo Stato e il cittadino: ora vengono meno, e i cittadini tendono a rinchiudersi nella loro vita privata (atomizzazione).
Se la democrazia è solo una vuota affermazione di uguaglianza essa non funziona perché esclude la viva partecipazione. Vi è però il rischio che la società passi dalla dicotomia nobili-non nobili a quella ricchi-poveri: il pauperismo non deve essere risolto solo attraverso l'intervento dello Stato, ma l'individuo deve essere aiutato a realizzarsi da sé.

### Partecipazione
Ci sono però dei contravveleni alla scarsa partecipazione che fanno sì che gli USA siano una società mobile: decentramento, associazionismo, religione.
Grazie a un ampio decentramento all'interno della struttura federale si moltiplicano le occasioni di partecipazione: è infatti nelle istituzioni comunali che si impara la democrazia. Un eccessivo centralismo tenderebbe a soffocarla, mentre l'associazionismo abitua i cittadini a stare insieme, partecipando tutti alla vita dell'associazione con la stessa posizione di partenza, senza differenze di censo.

### Religione

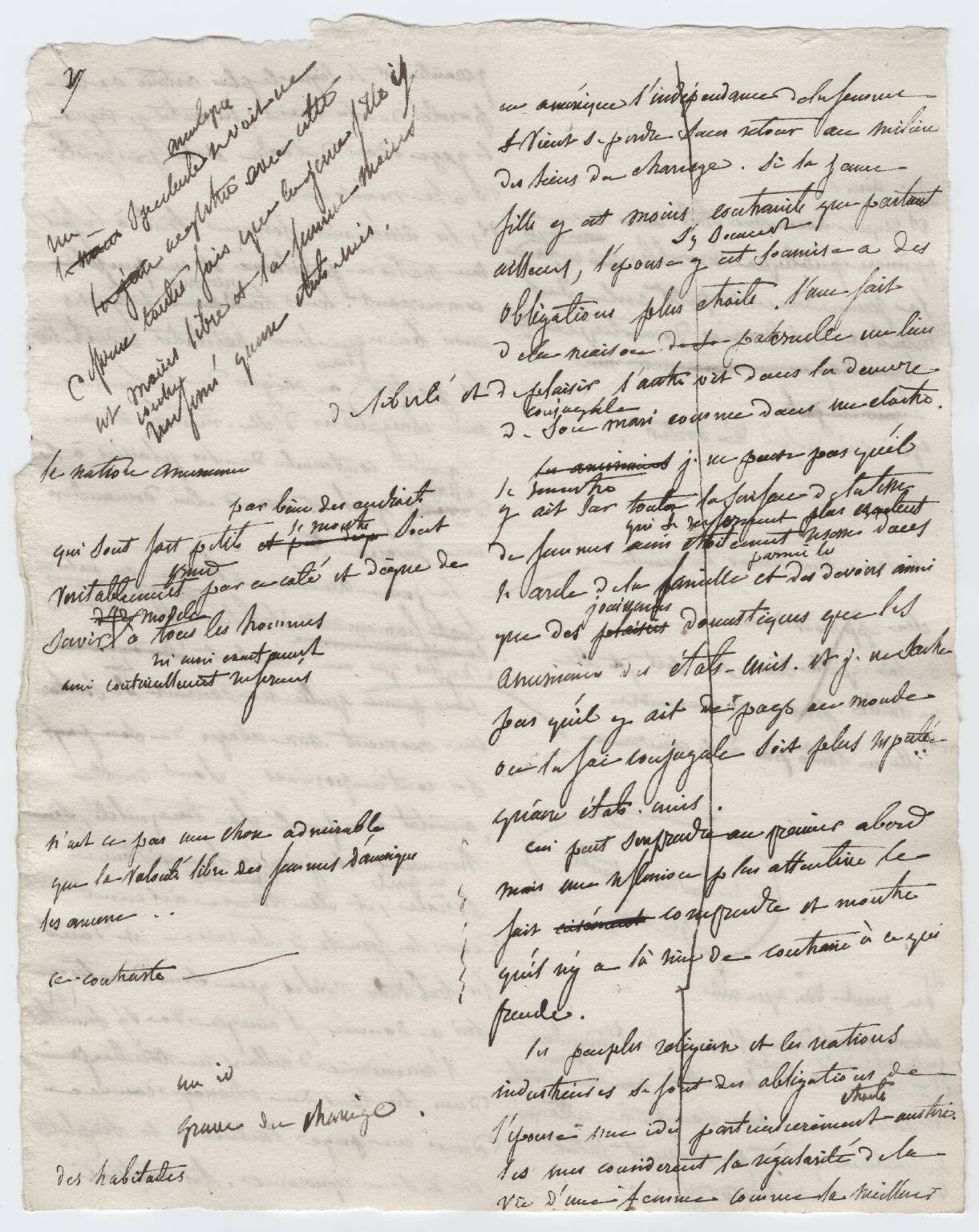
Manoscritto di una pagina de La democrazia in America

Tocqueville è laico e propone la divisione tra Stato e Chiesa: egli è praticamente ateo (anche se secondo diverse ricostruzioni ebbe negli ultimi anni un profondo riavvicinamento al cattolicesimo sotto influsso di Sof'ja Petrovna Sojmonova), tuttavia, come già Voltaire, Machiavelli e Rousseau prima di lui, attribuisce un ruolo importante alla sfera religiosa, come stimolo alla moralità delle masse popolari (religione civile), potendo quindi essere definito un fautore dell'ateismo cristiano. Nella società statunitense, la religione può aiutare ad esprimere libertà e assume un ruolo fondamentale nella vita, dove sono molto attive le associazioni a cui ogni persona è libera di iscriversi; invece la rivoluzione francese iniziò a combattere, come conseguenza della confusione europea tra religione e politica, contro la chiesa e la religione perché ritenute un ostacolo alla libertà, ed impedì alle persone di associarsi. La religione gioca un ruolo fondamentale nelle dinamiche politico-sociali degli USA. Chi emigra in quel paese scappa da persecuzioni religiose: la religione deve essere quindi qualcosa che insegni all'individuo a vivere con gli altri individui. La sfera religiosa è staccata dalla sfera politica: la religione (anche una laica "religione della libertà", per usare un'espressione crociana) ci aiuta a rispettare l'altro, garantisce i costumi; aiuta a governare la cosa pubblica, non con istituzioni ma con precetti:
Il senso della frase è che in una società deve esistere una tensione morale esterna allo Stato, che sia la diffusione di confessioni cristiane, di una religione civile o di una moralità sociale personale (da non confondere col moralismo bigotto tipico dell'età vittoriana).
La tipica separazione liberale di Tocqueville tra Chiesa e Stato ispirò, tra gli altri, il Conte di Cavour (con la formula "libera Chiesa in libero Stato"). Egli non approva l'anticlericalismo, ma si esprime anche contro la religione di Stato; accusa la commistione tra fede e politica di aver causato la crisi politico-religioso-istituzionale che ha portato alla Rivoluzione francese, che risolse il problema imponendo però una sua religione, il Culto dell'Essere Supremo (quindi sempre una religione imposta per fini politici, ma neppure capace di servire da esempio di moralità, poiché non avvertita come propria dalla maggioranza dei cittadini). La religione, inoltre, abitua il cittadino ad avere una pluralità di vedute e lo prepara al confronto politico, sociale e culturale.
Nonostante questa attitudine non certo ostile alla forma religiosa esteriore, oltre che alla religione della sfera privata, Tocqueville espresse una netta condanna verso la politica della Restaurazione (propugnata ad esempio da Joseph de Maistre) in quanto volta a ripristinare l'alleanza tra il "Trono e l'Altare", cioè tra Stato monarchico e Chiesa, che egli giudicava una cosa negativa per entrambi (stesso giudizio espresse in chiave storica per il concordato di Napoleone): la religione non va combattuta, ma nemmeno deve compromettersi col potere, e non va finanziata dallo Stato.
In sintonia con le vedute dell'Illuminismo, non è dello stesso avviso sull'Islam, che egli considera un pericolo per l'umanità:

### Stati Uniti d'America meridionali schiavisti
Alexis de Tocqueville sbarcò a Filadelfia e viaggiò a lungo nella zona nord-est del paese, cioè nel New England, ed è su questi vagabondaggi che il suo celebre libro si basa. Tuttavia, rispetto al Sud schiavista, questa zona non era che una realtà secondaria del Paese sia in termini politici che economici. A Tocqueville sarebbe bastato spingersi fino alla città di Baltimora, che all'epoca distava meno di una giornata di viaggio da Filadelfia, per osservare di persona quello che venne chiamato il "motore americano", cioè l'economia delle piantagioni. Questo è però un viaggio che non intraprese mai e, seppure nella sua opera accenni al Sud, ciò è solo per mettere in risalto il suo carattere "eccezionale" rispetto alle istituzioni politiche del Nord. Il motivo di questo scarso interesse è che Tocqueville giudicava l'area schiavista una democrazia imperfetta con residui aristocratici, e per ciò poco pertinente all'oggetto del suo studio, volto a cogliere gli aspetti di novità dell'esperienza statunitense.
Tocqueville riconosceva che i nativi americani avevano diritto all'integrazione nello Stato statunitense anglosassone, ma riteneva che fosse tardi per una vera accoglienza degli indiani, e che dopo i massacri subiti e l'inimicizia con i bianchi sarebbero finiti emarginati. Per quanto riguarda gli afroamericani, pensava che l'emancipazione dalla schiavitù fosse inutile se essi non avessero potuto integrarsi appieno (cosa che giudicava difficile), e sarebbero finiti per diventare un popolo di secondo livello, rischiando lo sterminio anch'essi. Queste previsioni si dimostreranno in parte tragicamente vere, come si vedrà con il perdurare del razzismo negli Stati Uniti d'America.
Tocqueville nominò segretario al Ministero il suo amico Joseph Arthur de Gobineau, con cui avrà un lungo carteggio epistolare sui temi della razza e della libertà: Gobineau era infatti un teorico del cosiddetto razzismo scientifico, mentre Tocqueville non condivideva queste idee.

Stemma dei Clérel de Tocqueville

Pensatori marxisti come Domenico Losurdo hanno accusato Tocqueville di volere una democrazia etnica liberale o colonialista, poiché giudica il liberalismo pienamente applicabile solo in realtà preparate a esso.

## Opere in edizione italiana
- Democrazia e libertà, a cura di Lorenzo Caboara, Collana Storia, filosofia e religione, Milano, Hoepli, 1945.
- L'antico regime e la rivoluzione, introduzione e trad. a cura di Michele Lessona, Collana I Grandi Scrittori Stranieri, Torino, UTET, 1945-1967.
- L'Antico regime e la Rivoluzione. A cura di Giorgio Candeloro. Le cause sociali e culturali della Rivoluzione francese in un classico della storiografia, Collana Storica Rizzoli, Milano, Rizzoli, 1980, ISBN 978-88-17-16691-1.
- L'Antico Regime e la Rivoluzione, introduzione di Luciano Cafagna, Collana i millenni, Torino, Einaudi, 1989, ISBN 88-06-11647-9.
- Scritti politici (vol. I: La rivoluzione democratica in Francia; vol. II: la democrazia in America), a cura di Nicola Matteucci, Collana Classici della politica, Torino, UTET, 1969-1997.
- Del sistema penitenziario negli Stati Uniti e della sua applicazione in Francia
- L'amicizia e la democrazia. Lettere scelte, 1824-1859. A cura di Massimo Terni, Collana Classici e contemporanei, Edizioni Lavoro, 1987.
- Quindici giorni nel deserto americano, traduzione di M. Folin, a cura di M. Diani, Collana La diagonale, Palermo, Sellerio, 1989.
- Viaggio negli Stati Uniti. A cura di Emilio Faccioli, Collana NUE n.201, Torino, Einaudi, 1990.
- Viaggio in America 1831-1832, A cura di Umberto Coldagelli, Collana Saggi, Milano, Feltrinelli, 1990.
- Ricordi, a cura di Corrado Vivanti, Roma, Editori Riuniti, 1991-2012.
- La democrazia in America, Collana Classici Rizzoli, Milano, Rizzoli, 1992.
- Scritti, note e discorsi politici, 1839-1852, a cura di Umberto Coldagelli, Torino, Bollati Boringhieri, 1994, ISBN 978-88-339-0879-3.
- Viaggi, traduzione di Laura Tamburrini e M. Sozzi, introd. di Umberto Coldagelli, Collana Pantheon, Torino, Bollati Boringhieri, 1997.
- Democrazia e povertà, a cura di A.M. Revedin, Collana Lettere scarlatte, Roma, Ideazione, 1998.
- Democrazia, libertà e religione: pensieri liberali. Armando, Roma, 2000
- Libertà e cristianesimo. Interventi sul problema religioso e la libertà d'insegnamento. Rubbettino, Soveria Mannelli, 2008.

## Opere su Tocqueville
- Lorenzo Caboara, Democrazia e libertà del pensiero di Alexis de Tocqueville, Hoepli, Milano, 1946.
- Alexis de Tocqueville, Arthur de Gobineau, Corrispondenza (1843-1859) / traduzione dal francese, con introduzione e note di Luigi Michelini Tocci, Milano, Longanesi, 1947, SBN CUB0635627.
- Pierre Birnbaum, Sociologie de Tocqueville, PUF, Paris, 1970.
- Andre Jardin, Alexis de Tocqueville, Hachette, Paris, 1984.
- Marvin Zetterbaum, Tocqueville and the Problem of Democracy, Stanford University Press, Stanford (California), 1967.
- Lucien Jaume, Tocqueville et les sources aristocratiques de la liberté, Fayard, 2008.
- Nicola Matteucci, Alexis de Tocqueville. Tre esercizi di lettura, Il Mulino, Bologna, 1990.
- Elena Pulcini, L'individuo senza passioni. Individualismo moderno e perdita del legame sociale, Bollati Boringhieri, Torino, 2001.
- Sandro Chignola, Fragile cristallo. Per la storia del concetto di società, Editoriale scientifica, Napoli, 2004.
- Jean-Louis Benoît, Comprendre Tocqueville, Armand Colin, Paris, 2004.
- Umberto Coldagelli, Vita di Tocqueville (1805-1859): la democrazia tra storia e politica, Donzelli, Roma, 2005.
- Vittorio de Caprariis, Profilo di Tocqueville, a cura di Ernesto Paolozzi, Guida, Napoli, 1996.
- Pierre Manent, Tocqueville et la nature de la démocratie, Gallimard, Paris, 2006.
- Nestor Capdevila, Tocqueville et les frontières de la démocratie, PUF, Paris, 2007.
- Arnaud Coutant, Tocqueville et la Constitution democratique, Mare et Martin, 2008.
- Dante Bolognesi Sauro Mattarelli (a cura di), Fra libertà e democrazia. L'eredità di Tocqueville e J. S. Mill, Franco Angeli, Milano, 2008.
- Simona D'Arienzo, Spazio e tempo nella sociologia comparativa di Alexis de Tocqueville. Soveria Mannelli, Rubbettino, 2008.
- Francesco Maria de Sanctis, Tocqueville: democrazia e rivoluzione. Napoli, Editoriale Scientifica, 2000.
- Sabino Cassese, Tocqueville e il diritto amministrativo, in “Le Carte e la Storia”, Bollettino Semestrale della Società per gli Studi di Storia delle Istituzioni, 1997, n. 2, pp. 7–14.
- Olivia Catanorchi e David Ragazzoni (a cura di), Il destino della democrazia. Attualità di Tocqueville, prefazione di Michele Ciliberto, Edizioni di Storia e Letteratura, Roma, 2010.
- Roberto Giannetti, Democrazia e potere giudiziario nel pensiero di Tocqueville, Pisa, 2012.
- Alla ricerca di una «scienza politica nuova». Liberalismo e democrazia nel pensiero di Alexis de Tocqueville, Rubbettino, Soveria Mannelli, 2018.
- Mattia Volpi, Il suddito democratico. Libertà e uguaglianza nel pensiero giuridico-politico di Tocqueville, Mucchi Editore, Modena, 2021.